# Molo v Mechelinkách
Molo v Mechelinkách je molo, které se nachází u vesnice Mechelinki v gmině Kosakowo na pobřeží Pucké zátoky Baltského moře v Pomořském vojvodství v Polsku. Molo je turisticky atraktivní cíl polské riviéry s blízkými písečnými plážemi. Místo je celoročně volně přístupné.

## Další informace
Molo v Mechelinkách se skládá z dřevěné vycházkové plošiny umístěné na železobetonovém základovém roštu postaveném na ocelových pilířích. Molo má délku 180 m a je jednoduše přístupné z pobřežní pláže v Mechelinkách.‎‎ Vzniklo společně s přístavem v roce 2014. Vyhlídka nabízí pozorovat Baltské moře, ruch na pláži, blízký přístav a Mechelinský útes, Mořský kříž na Rewské kose a budovy zaniklé německé torpédovny.‎

## Galerie

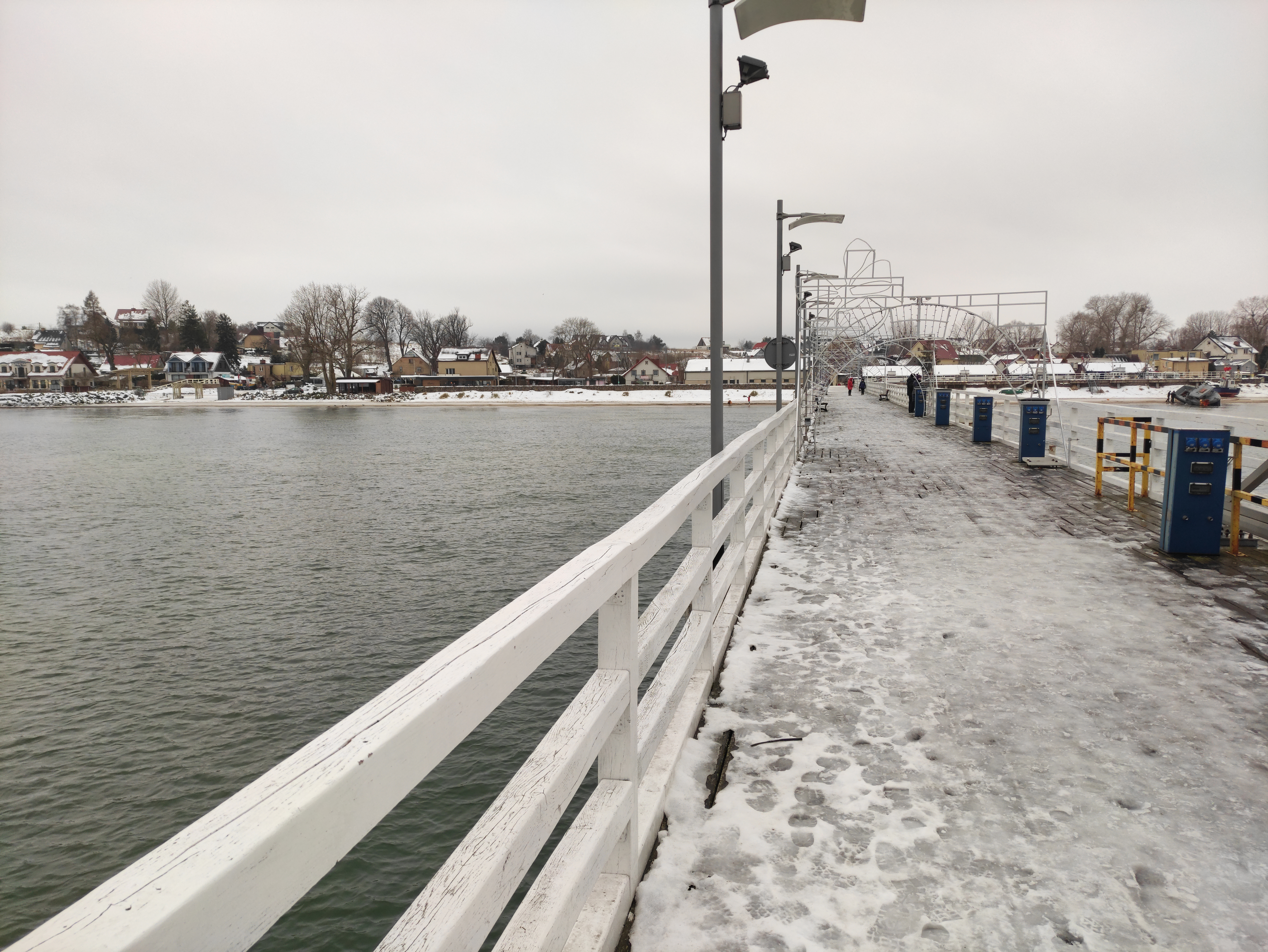
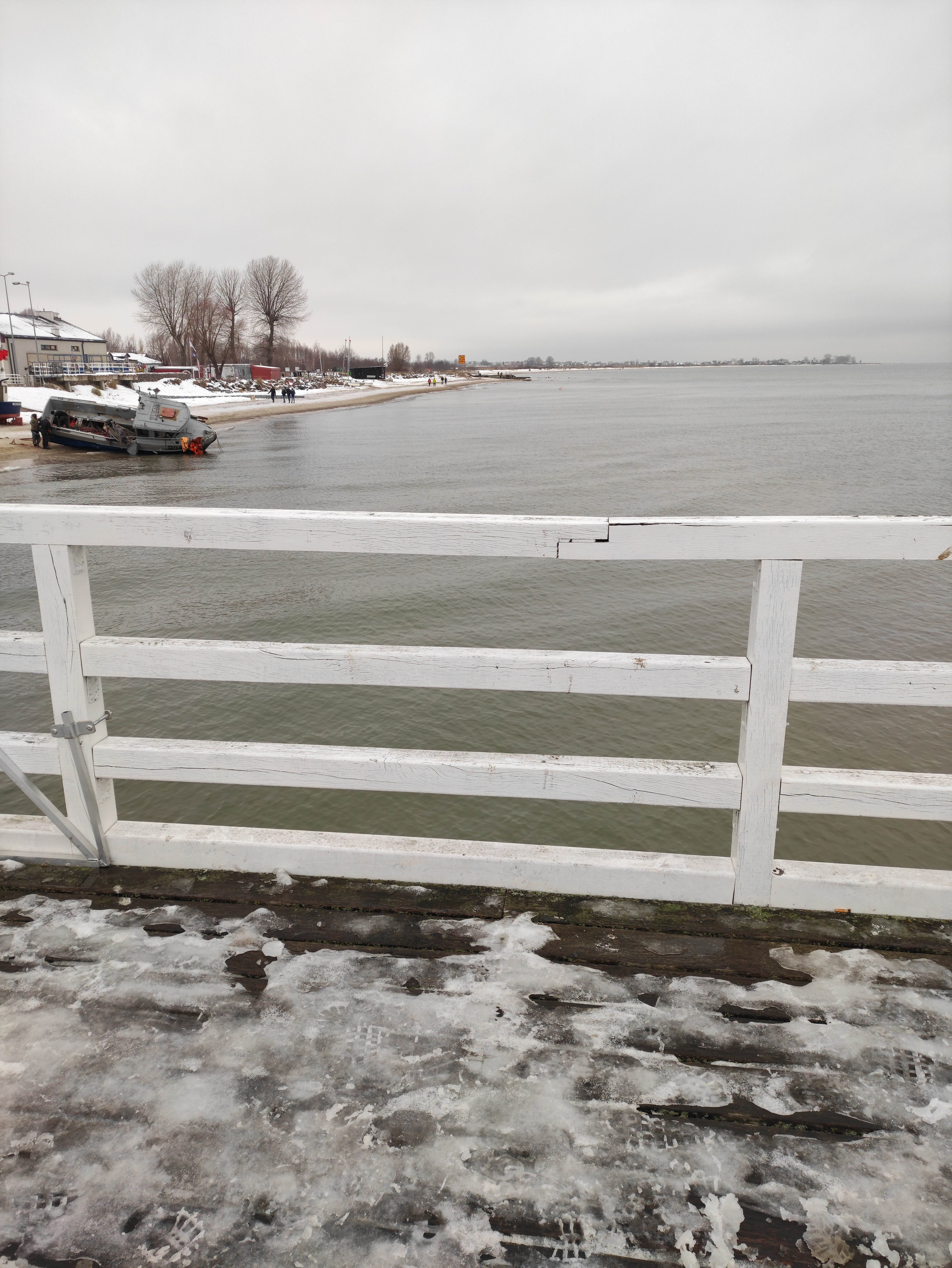
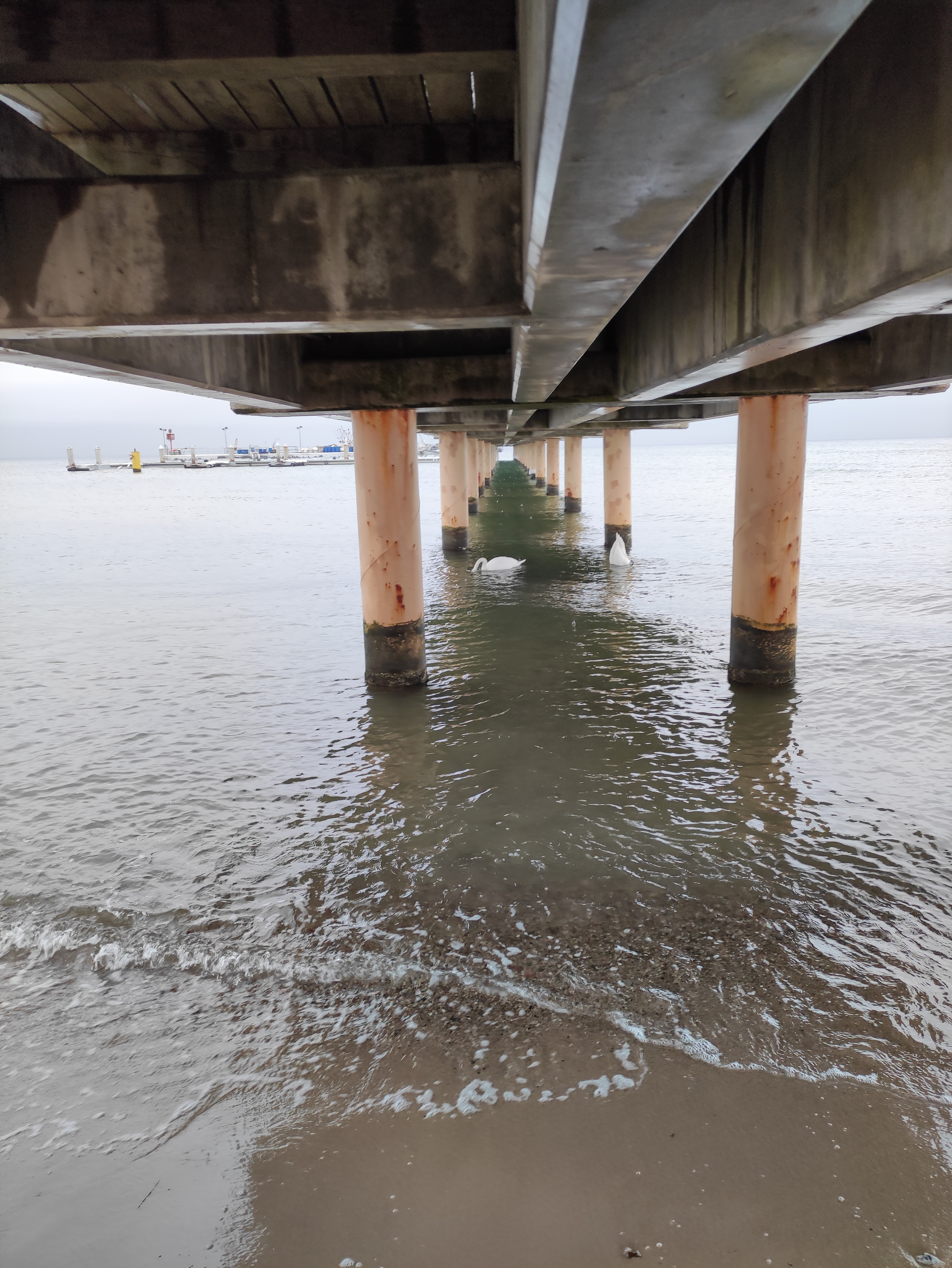